# Pont de Sant Feliu (Girona)
El pont de Sant Feliu és un pont per a vianants sobre el riu Onyar a Girona, Catalunya. Construït l'any 1998, el pont uneix el parc de la Devesa i el Passeig de Canalejas amb la plaça de Sant Feliu. L'estructura està situada en l'entorn urbà, al barri vell de la ciutat. La longitud principal del pont és de 58,4 m. El sistema estructural és un marc d'acer resistent, incrustat als dos extrems amb contraforts de formigó.

## Descripció
El pont consta d'una coberta de 3,5 m d'amplada i es caracteritza per ser un bloc d'acer degradat d'alçada variable entre els 0,6 m (L/97) a la longitud mitjana i els 1,7 m (L/34) als suports. La barana d'acer ha estat unida al pont per formar part de l'estructura principal.